# Sanda Dubravčić
Sanda Dubravčić (* 24. August 1964 in Zagreb, Jugoslawien) ist eine ehemalige jugoslawische Eiskunstläuferin.
Dubravčić gewann bei der Europameisterschaft 1981 in Innsbruck die Silbermedaille hinter der Schweizerin Denise Biellmann. Bei Weltmeisterschaften war ihr bestes Ergebnis der neunte Platz 1984. Zweimal nahm Dubravčić an Olympischen Spielen teil. 1980 wurde sie Elfte und 1984 belegte sie in Sarajevo, wo sie zuvor als finale Fackelträgerin ihres Landes in Erscheinung getreten war, den zehnten Platz.
Dubravčić ist Ärztin und Mitglied der medizinischen Kommission der ISU für Kroatien sowie internationale Punktrichterin.

## Ergebnisse
| Wettbewerb / Jahr       | 1977 | 1978 | 1979 | 1980 | 1981 | 1982 | 1983 | 1984 |
| ----------------------- | ---- | ---- | ---- | ---- | ---- | ---- | ---- | ---- |
| Olympische Winterspiele |      |      |      | 11.  |      |      |      | 10.  |
| Weltmeisterschaften     |      |      | 12.  | 12.  | 11.  | 14.  | 13.  | 9.   |
| Europameisterschaften   | 16.  | 16.  | 7.   | 5.   | 2.   | Z    | 10.  | 5.   |

- Z = Zurückgezogen